# ニコラエ・ソヴァ
ニコラエ・ソヴァ（Nicolae Sova、1885年11月9日 - 1966年3月12日）は、ルーマニアの軍人。中将。

## 来歴
モルドバのポドゥリ出身。1911年、ブダペストの歩兵学校を卒業し、少尉として第27歩兵連隊に配属。第二次バルカン戦争と第一次世界大戦に従軍。1917年3月から第2軍機関銃学校長。1917年から1919年まで第7師団作戦部、後に第6軍団情報課で勤務する。
1921年、軍事大学校を卒業する。1931年から第83歩兵連隊長。1934年12月から駐ウィーン駐在武官、1937年から第20歩兵旅団長。1939年2月、国防省人事局長。イオン・アントネスクの信任を得た。1941年1月から近衛師団長。
独ソ戦に従軍し、オデッサの戦いに参加。1941年末、ルーマニアに帰還。1943年2月、国防省海軍長官に任命され、ルーマニア海軍に関する事務監督を委任された。1944年9月から第1軍編成下の第7軍団（第19歩兵、第9騎兵師団）長。対独戦に参加し、1945年1月からスロバキアで戦った。1945年3月に退役し、1946年1月に逮捕。
1947年7月15日、禁固10年を言い渡される。獄中、パーキンソン病にかかる。1964年、釈放。